# Château de la Tuilerie
Ne doit pas être confondu avec Palais des Tuileries.
Le château de la Tuilerie  est un ancien château situé à Auteuil (aujourd'hui dans le 16e arrondissement de Paris). Construit en 1782, il est détruit en 1927. Un quartier résidentiel autour de la place Rodin s’étend à l’emplacement de l'ancien parc du château ainsi que la maison-mère des Religieuses de l'Assomption.

## Le château de la Tuilerie
Une tuilerie utilisant l’argile existait dès 1248 sur le territoire, nommé Terres fortes, à Auteuil, au sud de la rue des Tombereaux. Cette rue ainsi nommée en raison du passage de tombereaux acheminant l'argile à la tuilerie formait la limite entre les paroisses puis communes  d’Auteuil et de Passy avant leur annexion à la ville de Paris en 1860. La rue des Tombereaux est l'actuelle rue de l'Assomption. Le domaine du seigneur de Passy ou parc de Boulainvilliers s’étendait de l’autre côté de la rue.
François Ier fit construire un pavillon de chasse dans le domaine de la Tuilerie, parc de 5 hectares  qui s’étendait entre l’actuelle avenue Mozart à l’angle de l'avenue Adrien-Hébrard au nord-ouest, l'actuelle rue de la Fontaine des numéros 2 au 36 à l’est (cette partie de la rue de la Fontaine était dénommée rue de la Tuilerie) et à la rue des Tombereaux au nord. 
D'après les cartes du milieu du XVIIIe siècle, ce domaine était clôturé.
En 1782, le marquis de la Tour du Pin y fit construire un château isolé et caché par les frondaisons, surnommé pour cette raison le château invisible. Le marquis, lieutenant-général du royaume puis ministre de la Guerre de Louis XVI, y vécut jusqu’à son arrestation en 1792.
Napoléon Bonaparte, premier consul, rendait parfois visite à la comtesse de Brienne, propriétaire du château autour de 1800, qui avait favorisé son admission à l'École militaire de Brienne.

Plusieurs personnalités de premier plan l’occupèrent, Talleyrand puis Adolphe Thiers, qui y présidait des réunions dans sa période d’opposition au gouvernement de Louis-Philippe, ce qui fit dire : 

« La Tuilerie dit oui, mais Les Tuileries disent non. »

M. Demion, propriétaire du château vers 1850, y construisit une tour puis vendit une partie du parc le long de la rue La Fontaine, du numéro 2 (angle de la rue de l’Assomption et de la rue de la Fontaine) au numéro 36 (à l’angle de l’actuelle avenue du Recteur-Poincaré). L’avenue Saint-André, parallèle à la rue de la Fontaine en limite de la partie aliénée, et l’avenue de la Tuilerie, perpendiculaire, furent tracées. Ces voies furent par la suite supprimées vers 1880, d'après les plans de cette époque. 
Sur cette bande de terrain, des immeubles furent construits à la fin du XIXe siècle et au début du XXe siècle, parmi lesquels le Castel Béranger.

Domaine de la tuilerie sur cartes anciennes
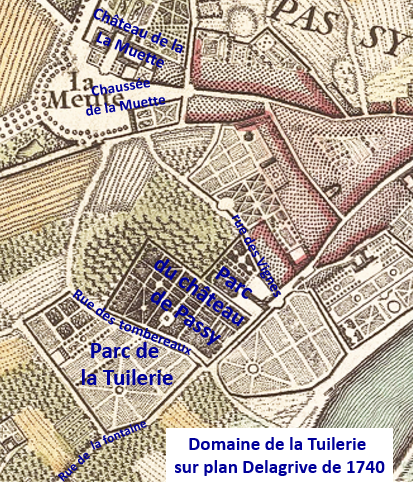
Château de la Tuilerie en 1740.
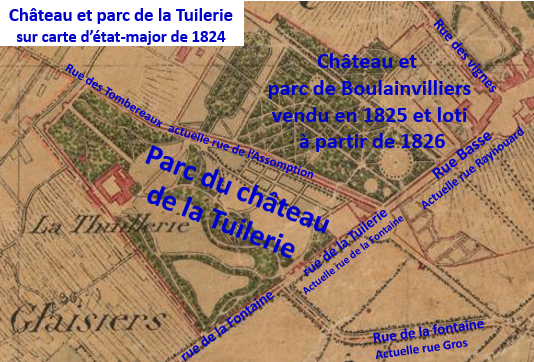
Château et parc de la Tuilerie sur carte de 1818-1824.

## Le pensionnat et monastère des Religieuses de l’Assomption
Le domaine fut acquis en 1855 par les Religieuses de l'Assomption, qui y établirent un pensionnat de jeunes filles dans le château aménagé pour y installer des salles de classe. Un monastère de style gothique inauguré en 1857 fut édifié à côté du château par l’architecte Aymar Pierre Verdier.
Les religieuses furent chassées en 1906 par la loi sur les congrégations. Le château et le monastère, situés à l’emplacement de la place Rodin et du  jardin Christiane-Desroches-Noblecourt, furent détruits en 1927 et la plus grande partie du parc loti pour la construction, à partir de 1928, du quartier qui rayonne autour de la place Rodin.

Domaine des Dames de l’Assomption sur anciens plans
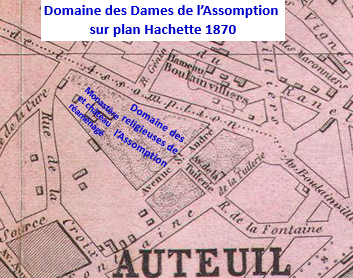
Couvent de l'Assomption en 1870.
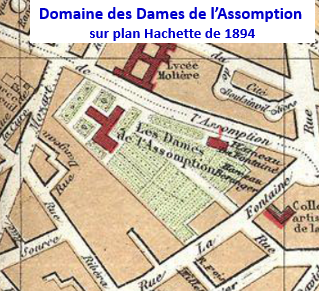
Couvent de l'Assomption en 1894.
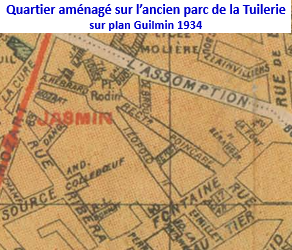
Nouveau quartier sur plan de 1934.
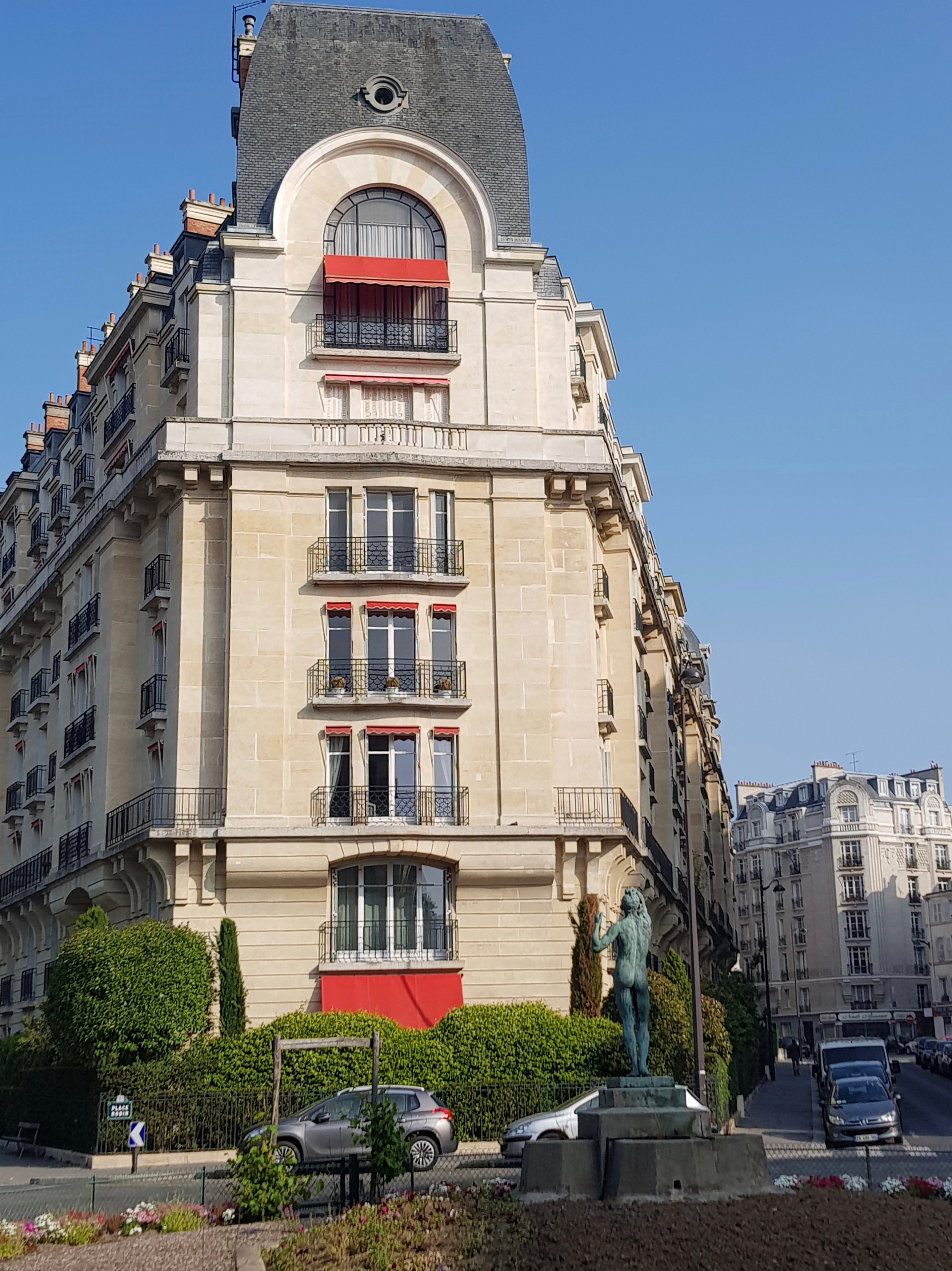
Place Rodin.

## L’ancien domaine auXXesiècle
Le quartier construit sur l'ancien domaine de la Tuilerie comporte des immeubles de grand standing  et des hôtels particuliers de style Art déco, néo Louis XVI ou d’architecture des années 1950.
Les sœurs de l'Assomption revinrent en 1953 pour y établir leur maison-mère, dans un bâtiment annexe qui subsistait au  17, rue de l’Assomption avec un jardin qui s’étend jusqu’à l’avenue du Recteur-Poincaré. Une chapelle dédiée à Notre-Dame de l’Assomption y a été édifiée en 1961 par l’architecte  Noël Le Maresquier.

Maison mère des religieuses de l'Assomption
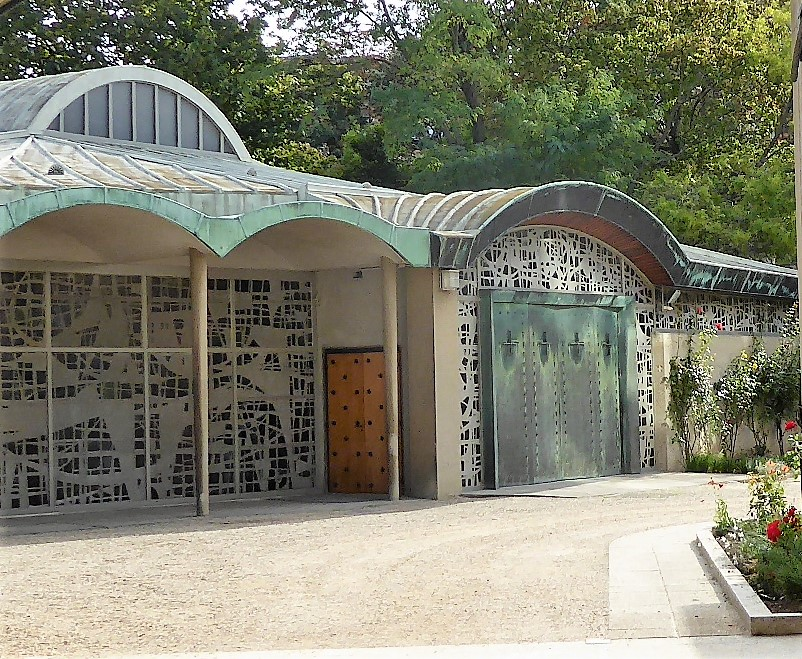
Chapelle des Sœurs de l'Assomption.
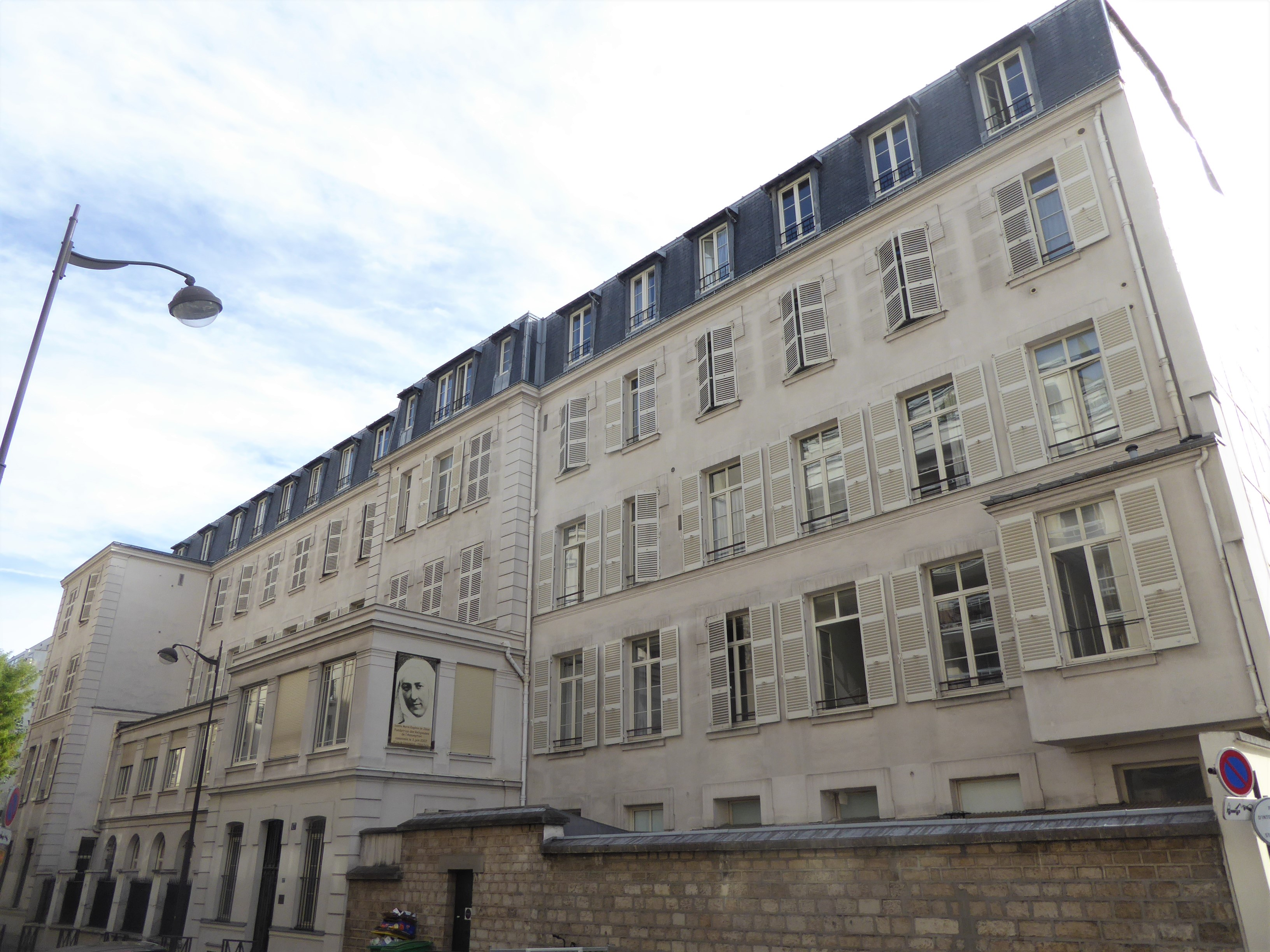
Maison mère des religieuses de l'Assomption.
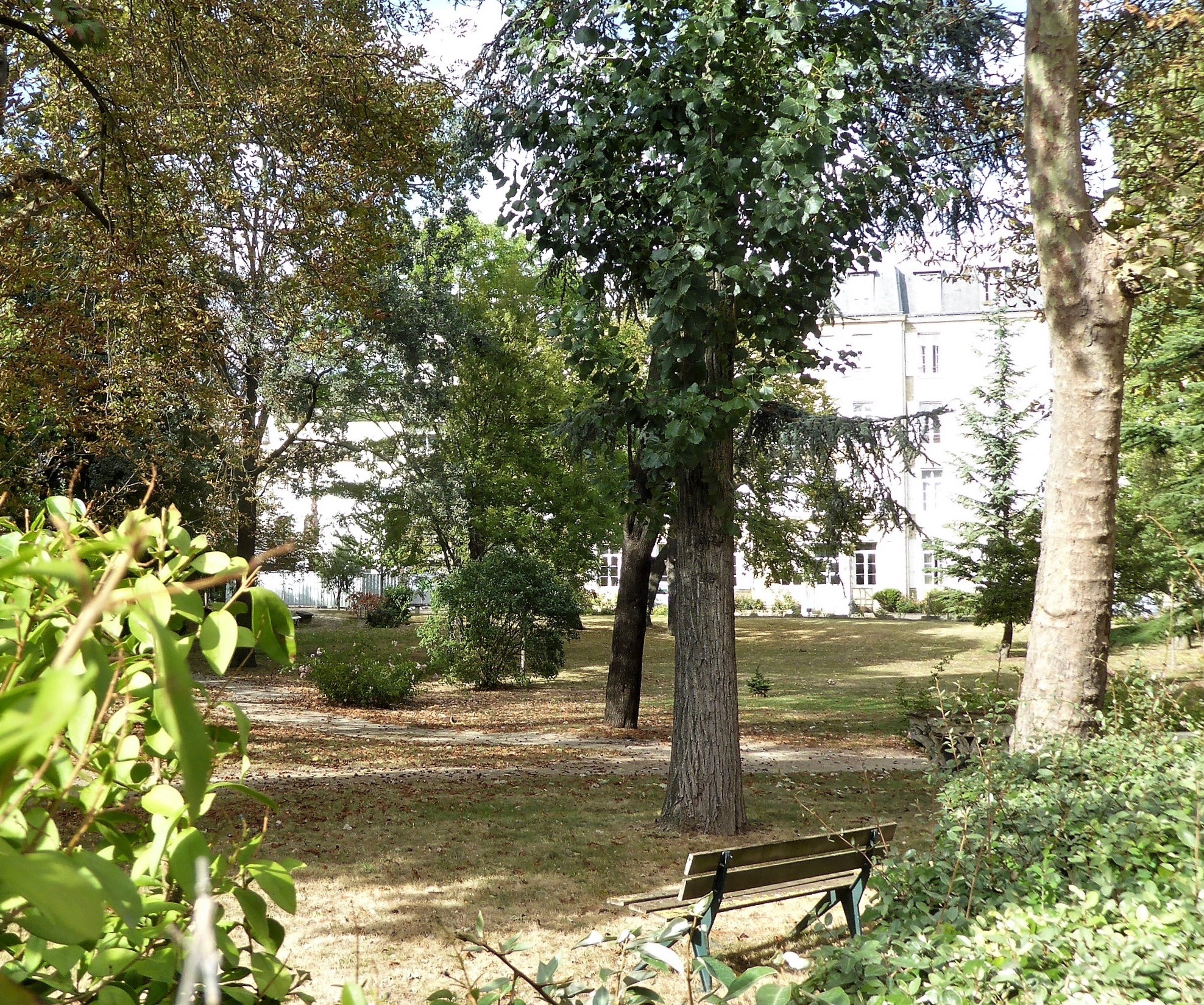
Jardin.